# Baffin Sinus
Il Baffin Sinus si trova sulla superficie di Titano ed è uno dei laghi che connette il Kraken col Punga Mare. Si stima che la sua profonditá non superi i 30 o 40 metri.